# Jobs Act
Le Jobs Act est un ensemble de lois italiennes libéralisant le marché du travail de 2014 à 2016, sous le gouvernement Renzi. Il est composé d’un décret-loi de mars 2014, d’une loi d’habilitation votée en dernière lecture en décembre 2014, ainsi que de huit décrets d’application approuvés entre mars et septembre 2015.
Certaines des principales mesures sont les suivantes :
- La loi supprime le « contrat de collaboration professionnelle » (co.co.pro). Ces contrats doivent être transformés en CDI ou CDD.
- La création du CDI « à protection croissante », qui se caractérise en particulier par un changement des modalités de calcul des indemnités chômage favorable aux employeurs, et par la suppression, sauf exceptions, de la possibilité pour le juge de décider la réintégration d'un travailleur licencié. Ce nouveau statut ne s’applique qu’aux nouvelles embauches en CDI et n'abolit pas les droits attachés aux anciens CDI.
- une réforme des amortisseurs sociaux. La loi crée une Nouvelle assurance sociale pour l’emploi (Naspi) et une Agence nationale pour les politiques actives de l’emploi (Anpal), qui a comme mission de coordonner les politiques de formation et d’emploi dont les compétences doivent rebasculer des régions vers l’État central. La durée de l’indemnisation du chômage est portée de 12 à 24 mois. Le Jobs Act réaffirme des principes déjà inscrits dans une précédente réforme (dite Fornero) selon lesquels les chômeurs sont obligés d’accepter les offres d’embauche sous peine de perdre leur droit aux indemnités.
- des simplifications administratives pour les entreprises. Par exemple, en cas de restructuration ou de réorganisation productive, l’employeur peut désormais unilatéralement redéfinir un poste et placer un travailleur à un échelon inférieur de classification, sans toutefois diminuer son salaire.

## Contestations syndicales et juridiques
Le 25 octobre 2014, près d'un million de personnes participent à une grande manifestation à Rome, organisée par la CGIL, contre le Jobs Act. Certains membres connus de la fraction de gauche du Parti Démocrate, comme Gianni Cuperlo, Stefano Fassina, and Giuseppe Civati, y participent. Le 8 novembre, plus de 100 000 agents publics manifestent à Rome dans une manifestation organisée par les trois grandes confédérations syndicales, la CGIL, la CISL et l'UIL. Le 25 novembre, la Chambre des Députés approuve le Jobs Act avec 316 voix ; le Mouvement Cinq Étoiles, la Lega et près de quarante députés du PD s'abstiennent en signe de protestation. Le 3 décembre, le Sénat donne l'approbation finale pour qu'elle devienne une loi.
En janvier 2017, le Jobs Act est porté devant la Cour constitutionnelle italienne. La Cour rejette une pétition qui avait reçu 3,3 millions de signatures pour que le Jobs Act soit soumis à référendum. En septembre 2018, la même Cour censure partiellement le Jobs Act concernant les procédures pour licenciement injustifié,,. Cela se reproduit en juillet 2020 lorsque la question est soulevée par les tribunaux de Bari et de Rome au même sujet.